# Carl Ludwig Loreck
Carl Ludwig Loreck (* 14. November 1898 in München; † 11. November 1991 in Feldafing) war ein deutscher Maler und Künstler. Die Natur faszinierte ihn besonders, was sich in seinen Bildern und Gedichten widerspiegelte.

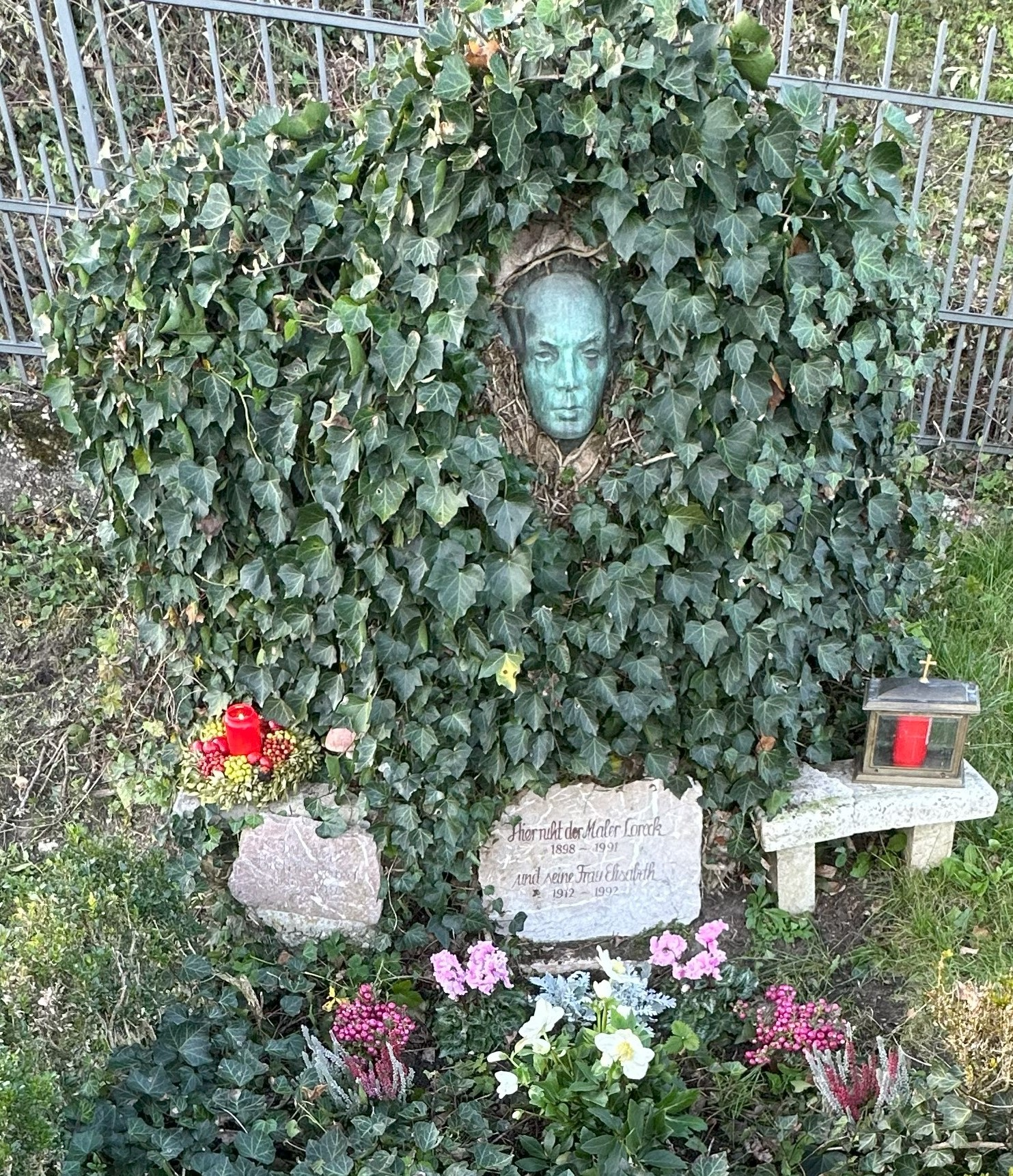
Grab von Carl Ludwig Loreck 2024

## Leben
Carl Ludwig Loreck wuchs mit seinen drei Schwestern südlich von München in der Gemeinde Planegg nahe der Wallfahrtskirche Maria Eich auf. Dort entwickelte sich seine ungewöhnliche Auffassungsgabe von Natureindrücken. Sein Vater Anton Loreck besaß damals eine Buchhandlung im Zentrum von München, ein Anziehungspunkt für zeitgenössische Schriftsteller. Dort absolvierte der junge Loreck eine dreijährige Buchhandelslehre. Seine malerischen Fähigkeiten wurden durch die zwei Maler Anton Stambach und Christian Landenberger bei Malexkursionen in der Nähe der Kolonie Kreuzwinkel gefördert.

### Münchner Zeit
Carl Ludwig Loreck meldete sich 1916 als 18-Jähriger freiwillig zum Dienst am Vaterland. Nach dem Krieg war ein Kunststudium für ihn nicht möglich. 1935 lernte Carl Ludwig Loreck Elisabeth Goebel, eine Schülerin der Staatsschule für angewandte Kunst, kennen, welche er nach kurzem Kennenlernen heiratete. Ihr künstlerischer und kritischer Geist wirkte befruchtend auf den Maler. In dieser Zeit entstanden viele Gemälde. 1943 wurde ihr gemeinsames Atelier in der Münchner Leopoldstraße von Fliegerbomben zerstört. Die Familie verließ mit der dreijährigen Tochter Imogen die Stadt und zog nach Grainau unter der Zugspitze.

### Grainau und Garmisch-Partenkirchen
Die ersten sieben Jahre im Werdenfelser Land verbrachte der Maler in Grainau. Dort kam 1946 seine Tochter Sylvia zur Welt. Kurz darauf zog die Familie in ein kleines Gartenhaus nach Partenkirchen, wo er 28 Jahre viel Anregung fand. In dieser Schaffensperiode entstanden zahlreiche Bilder und Reproduktionen in Form von Loreck-Kalendern. Er beteiligte sich an vielen Ausstellungen und wurde in der Münchener kgl. priv. Künstlergenossenschaft zum Vorstand berufen. Seine Werke gingen von einer altmeisterlichen Form in eine zeitgemäße romantisch-lyrische Form über. Carl Ludwig Loreck entwickelte ein großes Interesse am wissenschaftlichen Studium heimischer Pilze. Dieses Wissen stellte er der Allgemeinheit vielfach zur Verfügung.

### Feldafing und Starnberger See
1978 zog das Ehepaar in ein ehemaliges Pfarrhaus in Feldafing am Starnberger See. Lorecks malerische Richtung wurde in dieser Zeit impressionistischer, das Kolorit der aufgefassten Landschaften lebhafter. Bis zu seinem neunzigsten Lebensjahr war der Maler dort tätig. Über 3000 Bilder umfasst sein Werk.

## Werke (Auswahl)
- An den Osterseen. Aquarell 1943
- Wetterstein (Grainau und Höhenrain). Ölgemälde 1944
- Alte Pass-Straße (Hergottschrofen). Aquarell 1948
- Hotel Post, Zugspitzdorf Grainau. Ölgemälde 1948
- Zugspitzkreuz. Aquarell um 1948
- Blick auf Meran. Ölgemälde 1952
- Am Schachen. Ölgemälde 1952
- Der Einsame. Ölgemälde
- Roseninsel im Spätherbst. Ölgemälde

### Werdenfelser Hausaltar
Mit zu den bekanntesten Werken zählt der Werdenfelser Hausaltar. Das Original entstand im Jahre 1958 und ist im Werdenfels Museum in Garmisch-Partenkirchen ausgestellt. Die Szene zeigt Maria und Josef mit Christuskind, zwei einheimische Kinder und die drei großen Kirchen des Ortes vor dem Wettersteingebirge.